# Riri (azienda)

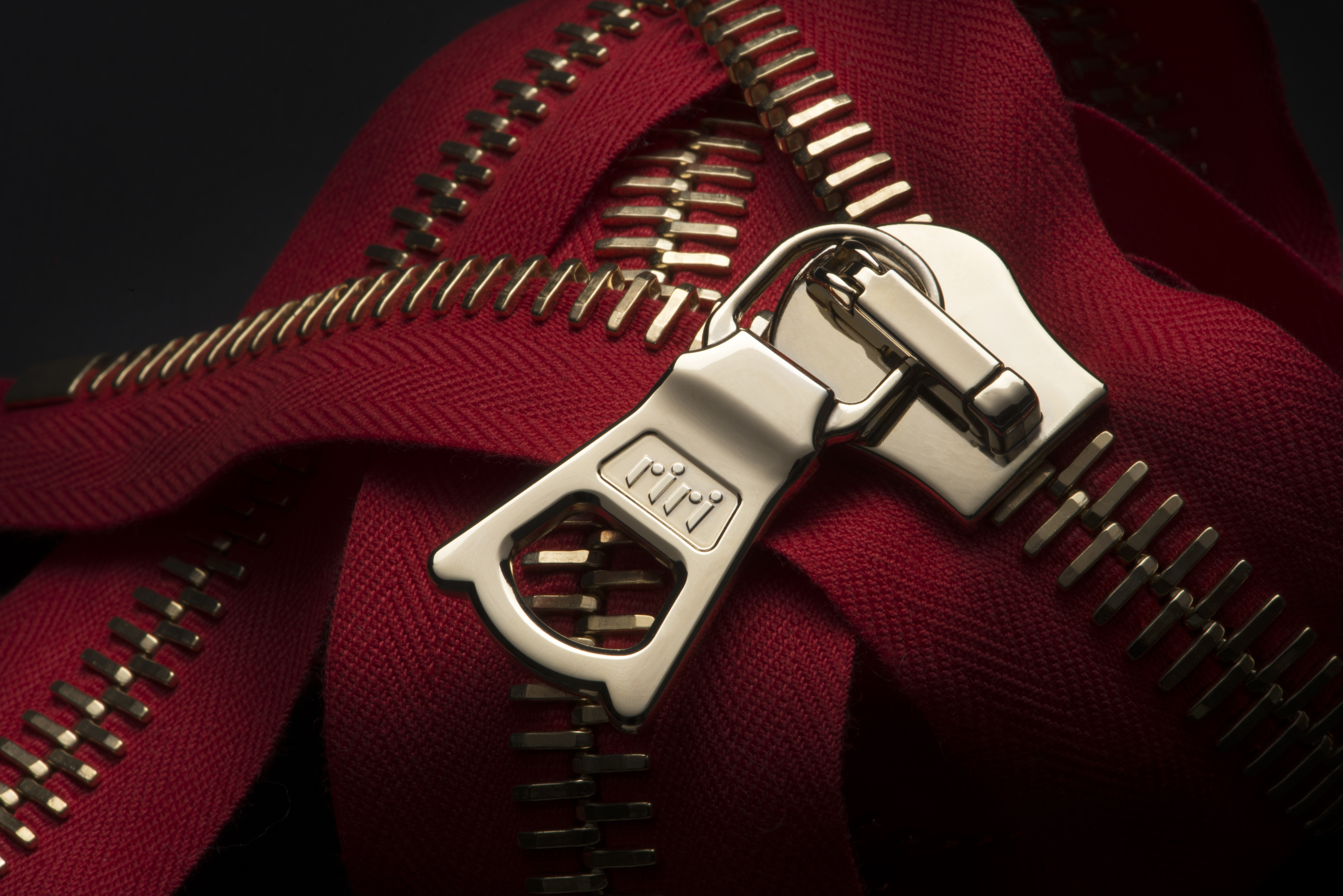
Cerniera riri

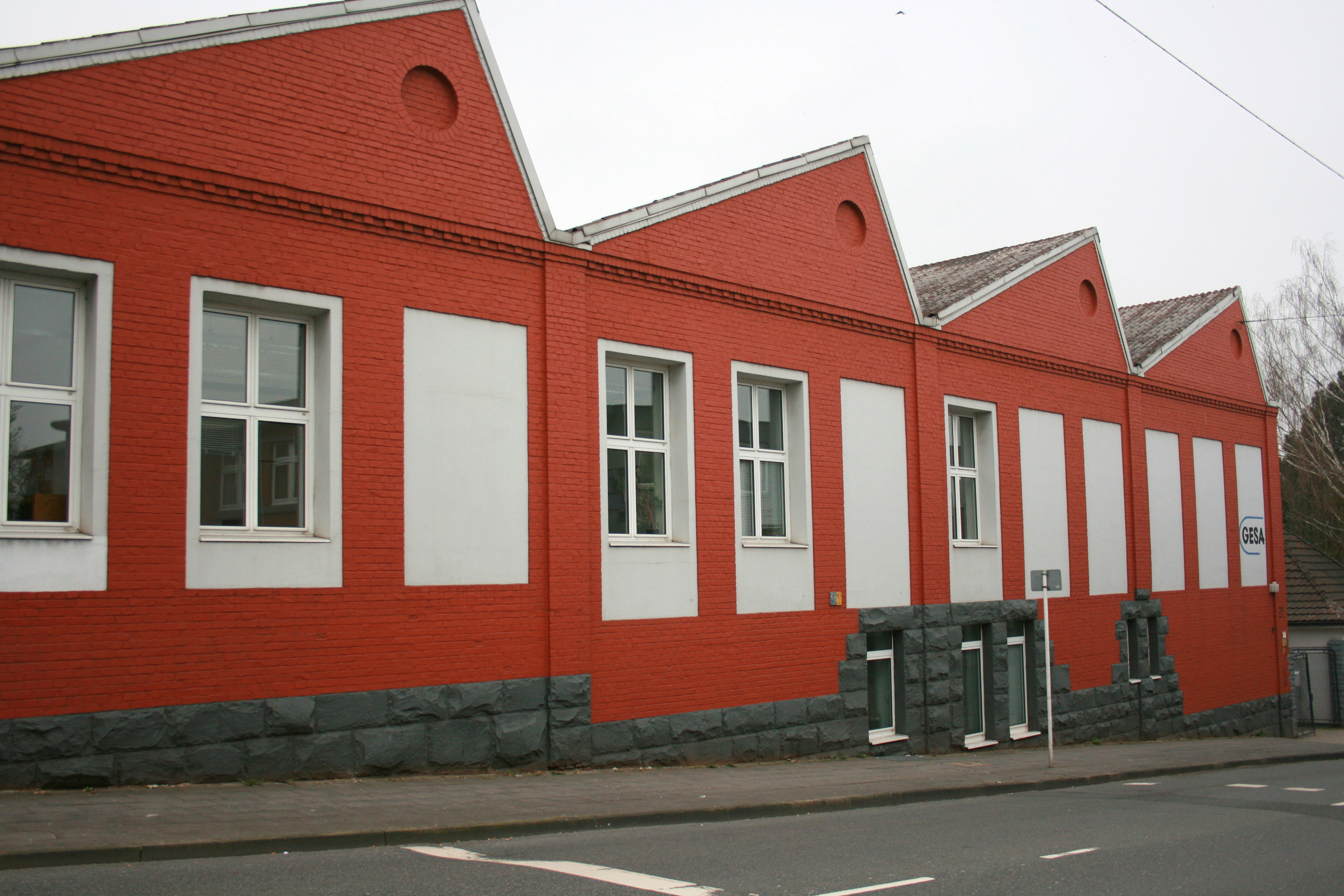
Sede tedesca a Wuppertal

Riri è una società svizzera che produce cerniere lampo e con sede a Mendrisio, in Canton Ticino. Fu fondata in Germania nel 1924 a Halle an der Saale da Martin Othmar Winterhalter.

## Storia
Fu fondata dallo svizzero Martin Othmar Winterhalter dopo che il 12 giugno 1923 acquisì i diritti del brevetto americano dallo svedese Gideon Sundbäck per 100.000 Franchi svizzeri. L'imprenditore svizzero pose le basi per la produzione serie delle cerniere lampo. Chiamò il prodotto "ri-ri".
Nel 1924 fondò la sede a Halle an der Saale e poi a Brema nel 1927, poi ancora a Wuppertal. Tutte le macchine inventate per la produzione serie vennero brevettate. Nel 1925 la capacità era di 500 metri di cerniere al giorno, con 100 operai; arrivarono a produrre 10 km di cerniere al giorno con 1.000 operai, l'anno seguente. Negli anni '30 furono impiegati fino a 1.200 dipendenti.
Durante la seconda guerra mondiale i bombardamenti delle città tedesche fecero sì che la società si spostò in Svizzera, a Mendrisio.
Nel 2007 il Riri-Gruppe sigla un accordo con Meras SpA e Cobrax SpA per la costruzione di cerniere lampo, bottoni a pressione e altri accessori. Nel 2008 la Riri viene acquisita da Sofipa (UniCredit). Nel 2014 viene ceduta a Fonds Gilde Buy Out Partners.
Nel 2018 è la società francese di private equity Chequers Capital a rilevare il controllo del gruppo Riri.